# Titanopsis hugo-schlechteri
Titanopsis hugo-schlechteri är en isörtsväxtart som först beskrevs av Tisch., och fick sitt nu gällande namn av Moritz Kurt Dinter och Schwant. Titanopsis hugo-schlechteri ingår i släktet Titanopsis och familjen isörtsväxter. Inga underarter finns listade i Catalogue of Life.